# EAF1
EAF1‏ (ELL associated factor 1) هوَ بروتين يُشَفر بواسطة جين EAF1 في الإنسان.